# Matija Ban
Compléments
- Membre de l'Académie royale de Serbie (1887)

Matija Ban (en serbe cyrillique : Матија Бан ; né le 16 décembre 1818 à Petrovo Selo  près de Dubrovnik et mort le 13 mars 1903) à Belgrade) est un homme politique, un diplomate, un poète et un dramaturge serbe. Il a été membre de l'Académie royale de Serbie.

## Biographie
Matija Ban écrivit des drames d'inspiration classique et des tragédies en vers sur des sujets historiques, ainsi que des traités pédagogiques. Parmi ses pièces les plus célèbres, on peut citer Merima, Smrt Uroša V (La Mort d'Uroš V), Kralj Vukašin (Le Roi Vukašin), Knez Nikola Zrinjski (Le Prince Nikola Zrinjski), Jan Hus (Jean Hus) etc.
Il acheta un domaine dans les faubourgs de Belgrade dans l'actuel quartier de Banovo brdo. Le nom de ce quartier, qui, en serbe, signifie « la colline de Ban », rappelle le souvenir de l'écrivain. 
En 1848, Matija Ban, à partir d'un mot emprunté à la langue rurale, forgea le terme de "tchetnik", pour désigner les insurgés des révoltes balkaniques.